# Miloslav Švandrlík
Miloslav Švandrlík (10. srpna 1932 Praha – 26. října 2009 Praha) byl český spisovatel a humorista. Používal také pseudonym Roman Kefalín. Lze se také setkat s křestním jménem Miroslav, které je však chybné.

## Život

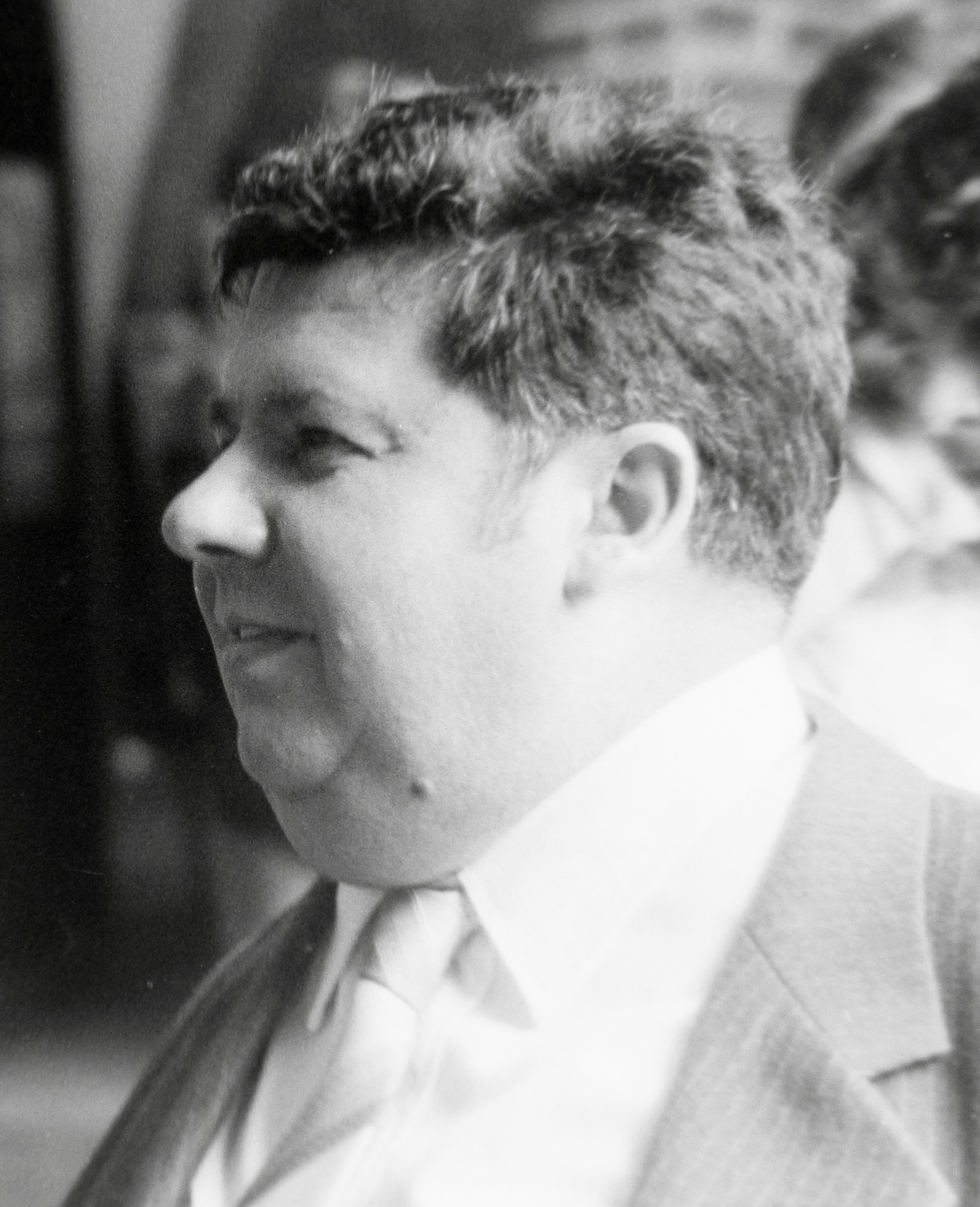
Miloslav Švandrlík v 80. letech 20. století

Po vystudování základní školy prošel několik zaměstnání, také absolvoval dvouleté studium na pedagogickém oddělení městské hudební školy v Praze. Po roce 1950 maturoval (jednalo se o kurz umožňující získat maturitu bez středoškolského vzdělání, který byl určen pro dělníky). V letech 1951–1953 studoval na DAMU, studia však po dvou letech zanechal.
Po ukončení studia se stal asistentem režie ve Vesnickém divadle v Praze. V roce 1953 nastoupil vojenskou službu k Technickým praporům TP, po jejímž ukončení v roce 1955 byl krátce zaměstnán jako vychovatel korejských dětí v Liběšicích a pak se stal profesionálním spisovatelem.
Jeho nejúspěšnějším dílem se stalo dílo Černí baroni aneb Válčili jsme za Čepičky, které znázorňovalo ironizující a satirickou formou absurdity v tehdejší socialistické armádě. Vše co psal, bylo humoristického až satirického charakteru.
Spolupracoval i s celou řadou časopisů (Dikobraz) a divadel. V těchto časopisech se často podílel na vtipech, které kreslil Jiří Winter Neprakta. Napsal několik rozhlasových a televizních scénářů.
V letech 1990 až 1997 vystupoval na besedách a doprovodných pořadech k výstavám Masarykova demokratického hnutí.
Miloslav Švandrlík zemřel v Praze, ale je pohřben v Kutné Hoře na hřbitově u Nejsvětější Trojice.

## Dílo

### Vydáno za života autora
- Z chlévů i bulvárů aneb Smrt je moje východisko (1960)
- Krvavý Bill a viola (1961)
- Od Šumavy k Popokatepetlu (1962)
- Každý na svém koni (kabaret, 1963)
- Kovbojská romance (pásmo, 1964)
- Volno, zelená (estrádní pásmo, 1966, s J. Kratochvílem a dalšími)
- Pražská strašidla (1968; 1970 rozšíř. s tit. Praha plná strašidel)
- Černí baroni aneb Válčili jsme za Čepičky (1969, líčí zde osudy příslušníků PTP. Román byl napsán v období pražského jara, po tomto období se nesměl krátce publikovat. Druhé doplněné vydání této knihy bylo umožněno až v r. 1990. Tento román byl zfilmován a na jeho základě vznikl i televizní seriál; 2. díl s tit. Černí baroni, Curych 1975, pod pseud. Rudolf Kefalín; oba díly společně 1990)[pozn. 1]
- Sek a Zula (1969-1971, kreslené příběhy z pravěku pro děti)
- Draculův švagr (1970, povídková sbírka, řazená dříve do sci-fi[6], dnes mezi horory)
- Mořský vlk a veselá vdova aneb Proti všem (1970)
- Hrdinové a jiní podivíni (1972)
- Neuvěřitelné příhody žáků Kopyta a Mňouka (1973; 1991 přeprac. a zkrác. vyd.; 1999–2000 rozšíř. na 4 díly, první dva díly obsahují kapitoly z pův. vyd.)
- Honorace z pastoušky (1975)
- Doktor od Jezera hrochů (1980)
- 99 národních specialit sovětské kuchyně (1981, s A. Vlčkovou; 1986 rozšíř. s tit. 3x 99 národních specialit sovětské kuchyně, s A. Vlčkovou a O. Dufkem)
- Rodiče se zbláznili! (1982)
- Nejkrásnější dívka ve střední Evropě (1982)
- Dívka na vdávání (1983; 2000 s tit. Nemravná dívka na vdávání)
- Muž, který se topil (1985)
- Starosti korunovaných hlav (1986)
- Šance jako hrom (1989)
- Příšerná smrt krásné dívky (1990)
- Vražda mlsného humoristy (1990)
- Černí baroni aneb Válčili jsme za Čepičky (1990, dramatizace)
- Černí baroni (1990, text-appeal, s J. Somešem a J. Bauerem)
- Ještě máme, co jsme chtěli (1991, 1999 s tit. Kam to kráčíš, Kefalíne? aneb Ještě máme, co jsme chtěli)
- Lásky černého barona. Příběhy Romana Kefalína z let 1947 až 1952 (1991)
- Říkali mu Terazky aneb Šest půllitrů u Jelínků (Černí baroni II. díl - 1991)
- Žáci Kopyto a Mňouk, postrach Posázaví (1991)
- Tlustý muž pod Jižním křížem (1991)
- Rakev do domu (1991)
- Sexbomba na doplňkovou půjčku (1991)
- Poručíme větru, dešti… aneb V bouři kulturní revoluce (1991, s tit. Růžové sny pilného hňupa aneb Poručíme větru, dešti…1999)
- Šlo mi o krk, pánové(1991)
- Zazvoňte mi umíráčkem! (1992)
- Žáci Kopyto a Mňouk na stopě (1992)
- Unesli Mňouka, Baskerville! (1992)
- Na nebožku vypadáte skvěle! (1992)
- Černý baron od Botiče (vzpomínky, b. d., 1993; 2007 rozšíř. s tit. Zrovna teď musíš čůrat?)
- Pět sekyr poručíka Hamáčka (Černí baroni III. díl - 1993)
- Žáci Kopyto a Mňouk opět zasahují (1993)
- Kopyto, Mňouk a černá magie (1995)
- Kopyto, Mňouk a mimozemšťané (1995)
- Válka skřetů (1996)
- Kdo se bojí, nesmí na hřbitov (1996)
- Jak byli vyhubeni draci v Čechách (1996)
- Příliš tlustý dobrodruh (1996, rozšířené vydání obsahující Tlustého muže pod Jižním křížem (1991) a nově druhou část nazvanou Tlustý muž opět na cestách)
- Kopyto, Mňouk a lesní netvor (1996)
- Kopyto, Mňouk a maharadžova pomsta (1996)
- Kopyto, Mňouk a tajemství džungle (1997)
- Kopyto, Mňouk a vesmírná brána (1997)
- Kopyto, Mňouk a divá Elvíra (1997)
- Draculův zlověstný doušek (1997)
- Kopyto, Mňouk a ohnivý myslivec (1998)
- Kopyto, Mňouk a Indiáni (1998)
- Černí baroni po čtyřiceti letech (Černí baroni VII. díl, 1998)
- Černí baroni těsně před kremací (1999)
- Kopyto, Mňouk a Ryšavý upír (1999)
- Kopyto, Mňouk a akta X (1999)
- Kopyto, Mňouk a únos policajtovy ženy (1999)
- Kam kráčíš Kefalíne? (Černí baroni V. díl - 1999)
- Růžové sny pilného hňupa, anebo Poručíme větru, dešti (Černí baroni VI. díl - 1999)
- Pokušení z vesmíru (2000)
- Stoletý major Terazky (2000)
- Dejte napít Babinskému (2001)
- Děs čiší z minulosti aneb Reinkarnace (2001)
- Zubatá za krkem (2001)
- Kopyto, Mňouk a konec světa (2001)
- Tatínek je úchyl, Tajemství ohnivých koulí (2002)
- Terazky na Hrad (2002)
- Terazkyho poslední džob (2002)
- Pozor! Zlý pavouk (2002)
- Kopyto, Mňouk a keltští duchové (2002)
- Antikuchařka aneb Žvanec – náš nepřítel (2003)
- Abychom úplně nezpustli (2003, humorný průvodce etiketou)
- Terazky v tunelu doktora Moodyho (2003)
- Nesmiřitelný Terazky (2003)
- Černí baroni útočí na obrazovku (vzpomínky, 2003)
- Draculův temný stín (2003)
- Kopyto, Mňouk a hromada zlata (2003)
- Kopyto, Mňouk a Stříbrňáci (2003)
- Z archívů krále humoru 2 (2003)
- Kopyto, Mňouk a náměsíčníci (2004)
- Kopyto a Mňouk v jihlavských katakombách (2004)
- Blanka, oběť sexuálního harašení (2004)
- To v pohádkách nebylo! (2004)
- Kostlivec v kredenci (2004, + J. Kos a Š. Zavadil)
- 100 nejlepších hororů (2004)
- Lásky Černého barona (Černí baroni IV. díl - 2004)
- Stoletý major Terazky (Černí baroni IX. díl - 2004)
- Proč se to říká? (2005, přísloví a rčení; původně na pokrač. v čas. Dikobraz 1975–77)
- Jak to, že jsme tady? (2005, původně na pokrač. v čas. Dikobraz 1977–81)
- Markýz de Sádlo (2005)
- Stařec a moře piva (2005)
- Kopyto, Mňouk, sumo a čáry (2005)
- Kopyto, Mňouk a zaživa pohřbený fakír (2005)
- Hajlující upír (2006)
- Harry Fotr (2006)
- Přesýpací strejda (2006)
- NEPRAKTYcká historie (2006)
- Kopyto a Mňouk honí superhvězdu (2007)
- S Nepraktou za zvířenou (2007)
- S Nepraktou in flagranti (2008)
- S Nepraktou u výprasku (2008)
- S Nepraktou v mokrém živlu (2008)
- Hrdinové a nebojsové (2008)
- Lásky komické a tragické (2008)
- Vodník Fanda (2009)

### Posmrtně vydaná díla
- Nové příběhy Seka a Zuly (2010)
- Draculův poslední doušek (2011)
- Kouzelný míč - kreativní komiks (2016)
- Přátelé z pravěku – Pravěk ve slavném komiksu pro děti (2016)
- Šumavský upír - 3x 100 hororů - I. díl (2017)
- Čertova bažina - 3x 100 hororů - II. díl (2017)
- Koktavé strašidlo - 3x 100 hororů - III. (2017)
- Tajemství ohnivých koulí (2018)
- Zlatá vydra (2019)
- Půlnoční jezdec (poslední rukopis nalezený v pozůstalosti autora, 2022)

### Hororové povídky
Seznam 307 Švandrlíkových hororových povídek (včetně údajů o devatenácti knihách, v nichž byly tyto povídky vydány) se nachází v článku Seznam hororových povídek Miloslava Švandrlíka.

## Ocenění
- Dlouho žil na pražském Chodově; několik dní před jeho smrtí v říjnu 2009 mu bylo uděleno čestné občanství MČ Praha 11.[7]
- Dne 21. dubna 2010 bylo na jeho počest pojmenováno prostranství na Chodově mezi ulicemi Skřivanova a Lažanského, Švabinského a 7. května.[8]
- Na Švandrlíkově náměstí byla 14. října 2010 odhalena jeho busta od českého sochaře Miroslava Pangráce.[9]